# رزكار محمد أمين
رزكار محمد أمين (وُلد في سنة 1957) هو أحد القضاة الذين حاكموا الرئيس العراقي الأسبق صدام حسين.

## النشأة
ولد في مدينة السليمانية في شمال العراق سنة 1957. هو من القومية الكردية. وهو متزوج وأب لأربعة أولاد.

## الدراسة
أكمل دراسته الابتدائية والمتوسطة والإعدادية في مدينته السليمانية. تخرج من كلية القانون والسياسة في جامعة بغداد سنة 1980، ثم انتسب إلى المعهد القضائي في بغداد، وأكمل دراسته العليا فيه سنة 1992.

## القضاء
- مارس بعد تخرجه من الكلية أعمال المحاماة مدة ثلاث سنوات.
- عمل معاوناً قضائياً ومحققاً عدلياً.
- عمل قاضي تحقيق، وقاضي محكمة ابتدائية، ورئيساً لمحكمة الجنايات، ونائب رئيس محكمة الاستئناف، ورئيساً لمحكمة الاستئناف في السليمانية وكالة.
- اشتهر بمحاكمته للرئيس العراقي الأسبق صدام حسين، بعد أن اختارته وزارة العدل في حكومة السليمانية، ورشحه مجلس الوزراء في السليمانية إلى المحكمة الجنائية العراقية العليا وجرى انتخابه من بين خمسة قضاة لرئاسة هذه المحكمة، استقال من المحكمة الجنائية العليا بعد ترؤسه سبع جلسات علنية وآخر جلسة تحولت في نهايتها إلى جلسة سرية.
- عرف في إقليم كردستان بجرأته في عدة قضايا حساسة وخطرة في محاكم الإقليم.
- عين في منتصف تسعينيات القرن العشرين بمنصب قاضي قضاة إقليم كردستان في شمال العراق (الجزء الذي كان تحت سيطرة الاتحاد الوطني الكردستاني) بأمر من جلال طالباني.
- حسب زعم المحكمة الجنائية العراقية لم تكن له أي علاقات مع أي من الأحزاب السياسية الكردية.

## اُنظر ايضاً
- رؤوف رشيد عبد الرحمن
- جعفر عبد الواحد الموسوي
- محمد عريبي
- رائد جوحي

## وصلات خارجية
1. بعد صمت طويل القاضي رزكار محمد أمين يروي خفايا محاكمة وإعدام صدام حسين! على يوتيوب.